# Tzadik Records
Tzadik Records je americké hudební vydavatelství, specializující-se na avantgardní a experimentální hudbu. Společnost byla založená v roce 1995 hudebním skladatelem a saxofonistou Johnem Zornem v New Yorku. Mimo Johna Zorna, pod tímto labelem vydávají svá alba například Merzbow nebo Yuka Honda.